# Бусуанга
Бусуанга (таг. Pulo ng Busuanga) — остров в архипелаге Каламиан.
Административно относится к провинции Палаван. На острове два муниципалитета — Бусуанга на западе и Корон на востоке.
Население — 73849 человек (2015). Остров известен как место для любителей дайвинга из-за затонувших японских кораблей времён Второй мировой войны, которые были затоплены в результате бомбардировок 24 сентября 1944 года.
Бусуанга — крупнейший остров Каламианов (890 км²), в провинции уступая лишь Палавану.
Геологически остров сложен осадочными горными породами Пермского и Позднеюрского периодов, преимущественно кремнистым сланцем. Остров Бусуанга также известен своими пластовыми марганцевыми залежами, толщиной около метра. Браунит является распространённым типом марганцевого минерала, обнаруженного в руде.

## Галерея

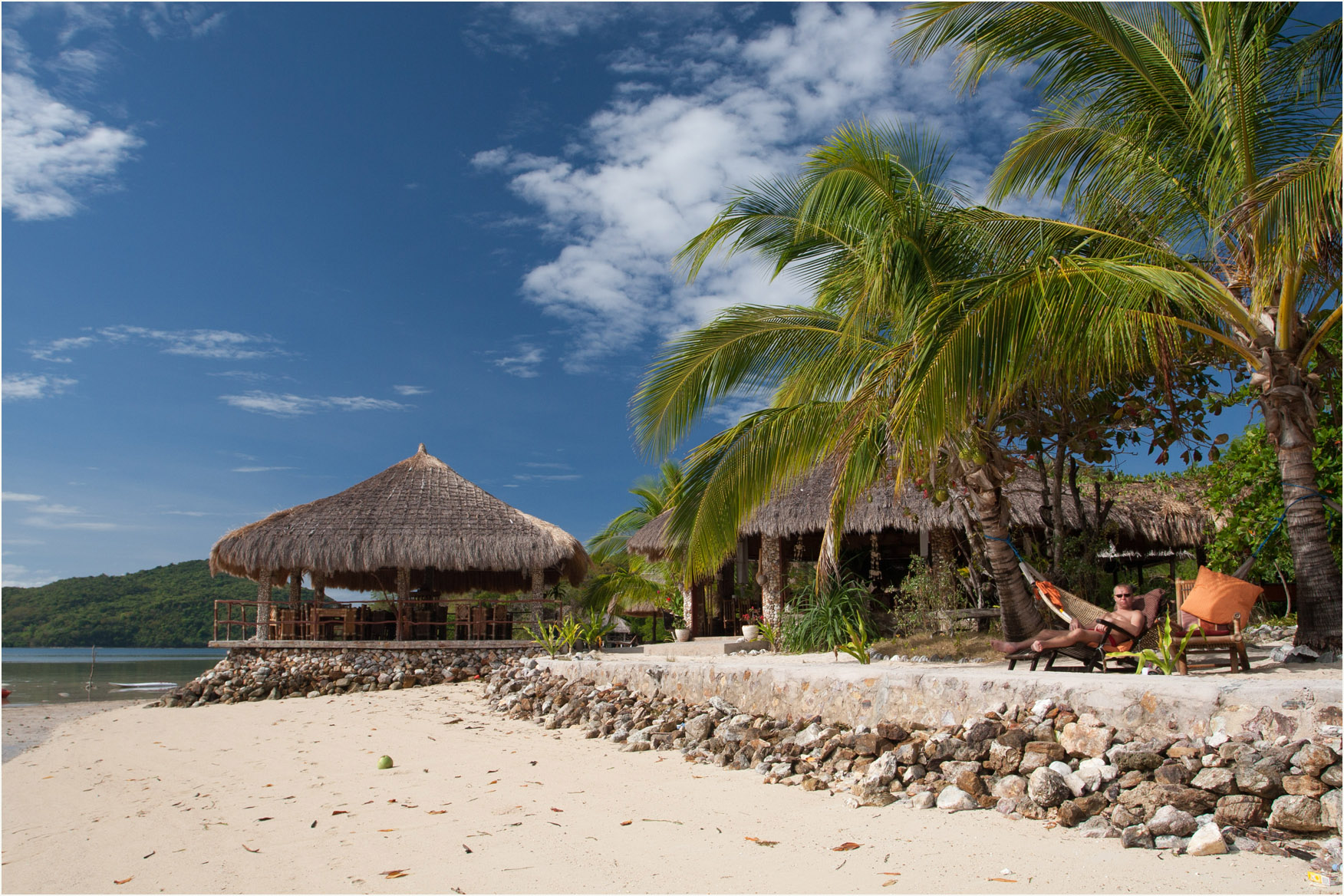
Пляж
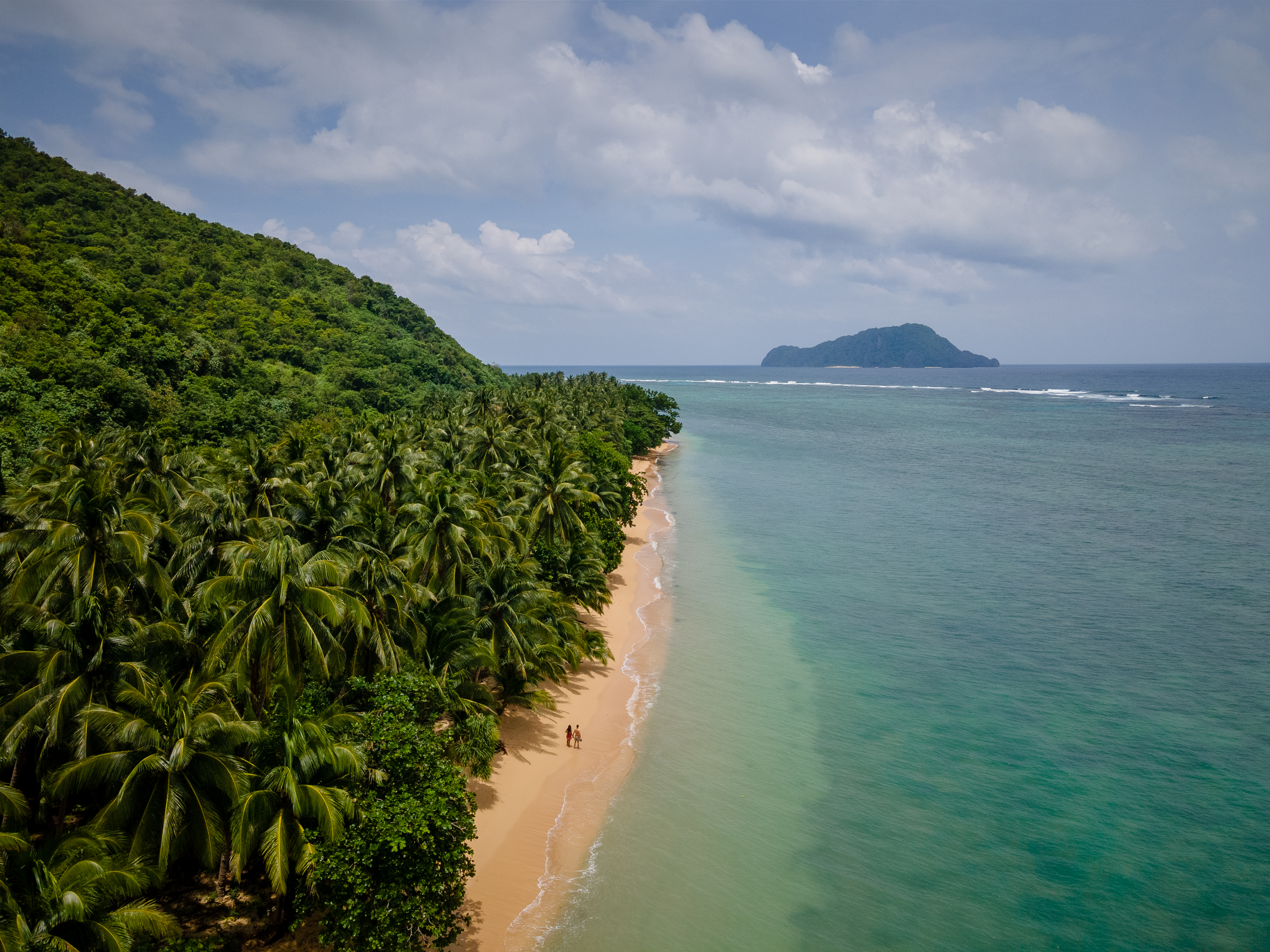
Побережье
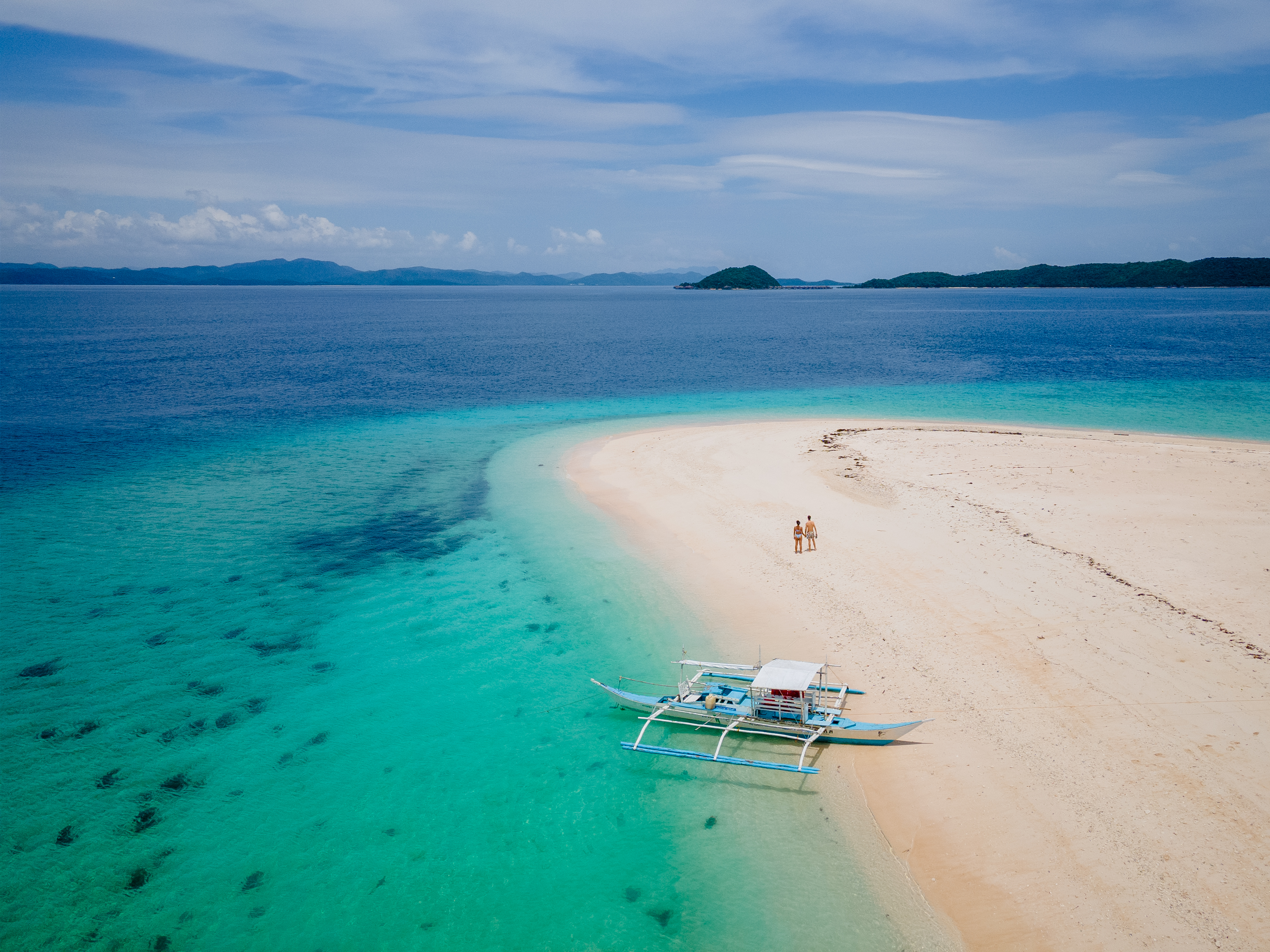
На севере острова
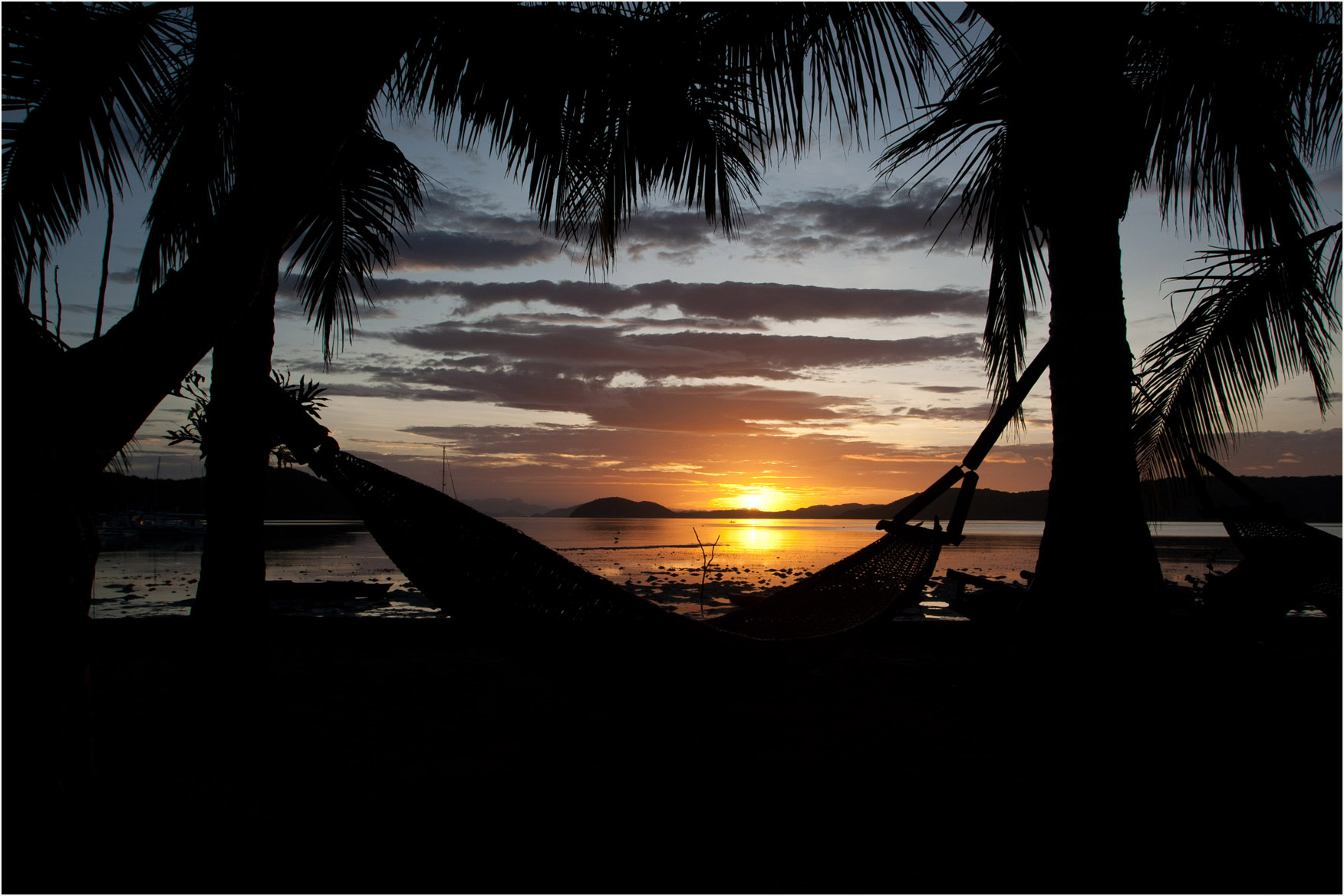
Восход солнца